# Vingt mille lieues sous les mers
Vingt mille lieues sous les mers är en fransk stumfilm från 1907 och sannolikt den första filmatiseringen av Jules Vernes äventyrsroman En världsomsegling under havet. Filmen färglades i efterhand, bildruta för bildruta, och blev därmed en av de första färgfilmerna.

## Om filmen
Filmen är bara drygt 10 minuter lång och regissören tog sig tämligen stora friheter med handlingen, i vilken Kapten Nemo bland annat slåss med en gigantisk krabba. I filmen medverkade baletten vid Théâtre du Châtelet.